# Pellegrino di Mariano
Pellegrino di Mariano (... – Siena, 1492) è stato un pittore italiano attivo a Siena tra il 1449 e il 1492.

## Biografia
Collaborò con Liberale da Verona e Francesco Rosselli, miniatori ad un antifonario esposto nella Libreria Piccolomini del Duomo di Siena.
Dipinse anche una tavoletta di Biccherna.

## Opere
- Vergine e il Bambino (1460-1470), collezione privata.
- Madonna e due angeli, collezione privata.
- Vergine e Bambino con quattro santi, dipinto su tavola 69 x 37 cm., Musée du Petit Palais, Avignone
- Vergine in trono con i santi Giovanni e Bernardino da Siena (sormontata da una Crocefissione), Brooks Museum of Art, Memphis.
- Tavoletta di Biccherna (1455), Annunciazione tra san Bernardo e il Papa Callisto III, con bambini che pregano contro i turchi, dipinto su tavola 43 x 31 cm., Archivio di Stato di Siena, inventario n. 47[1].
- Cristo al sepolcro con donne piangenti, dipinto su tavola, Museo diocesano di Siena.
- Vergine e Bambino tra san Giovanni Battista e san Francesco d'Assisi, Musée des Beaux-Arts, Lione inv. H 983

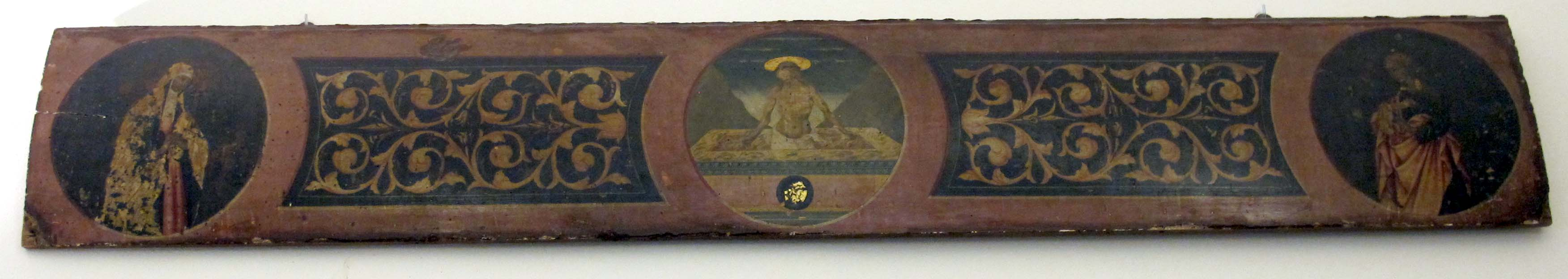
Cristo al sepolcro con donne piangenti.

## Galleria d'immagini

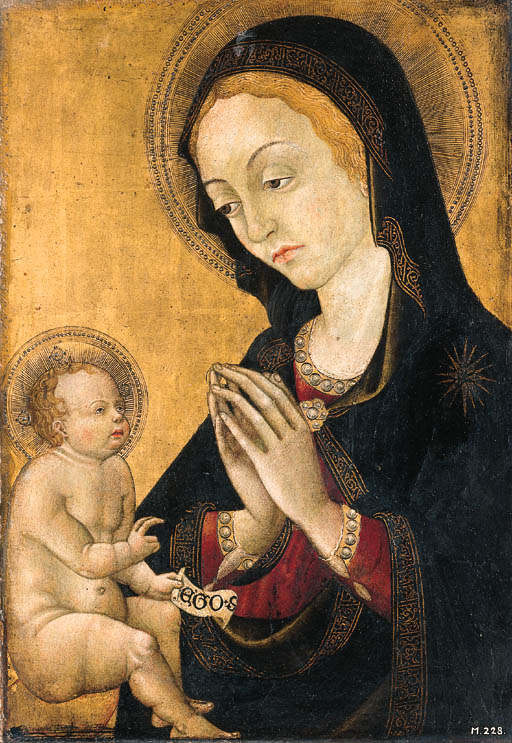
Madonna con Bambino
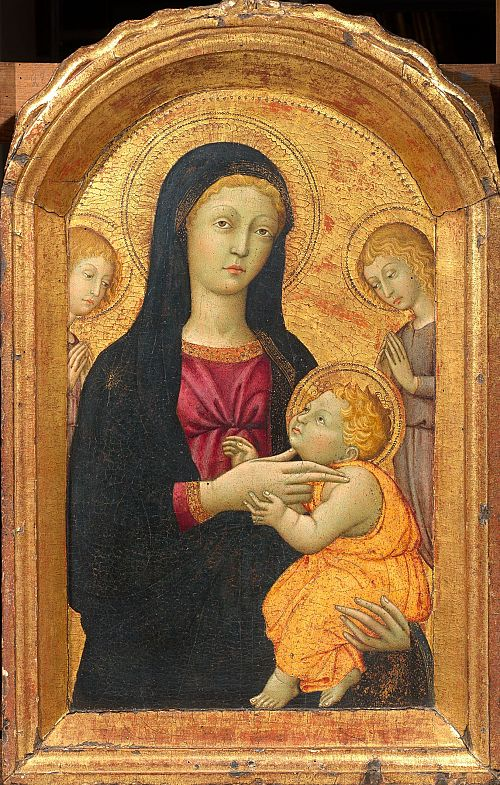
Madonna con Bambino e due angeli
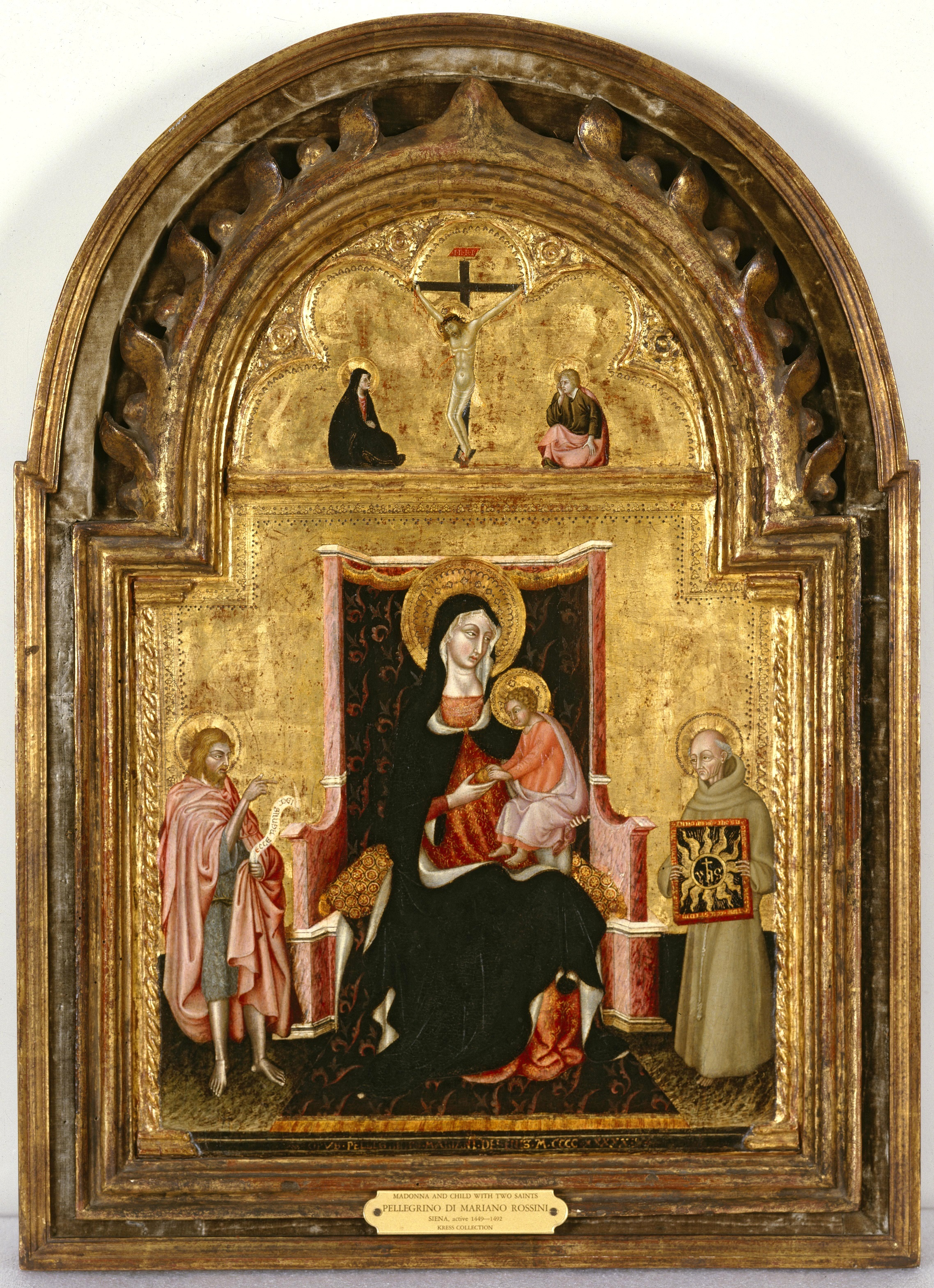
Vergine e Bambino tra san Giovanni Battista e san Francesco d'Assisi
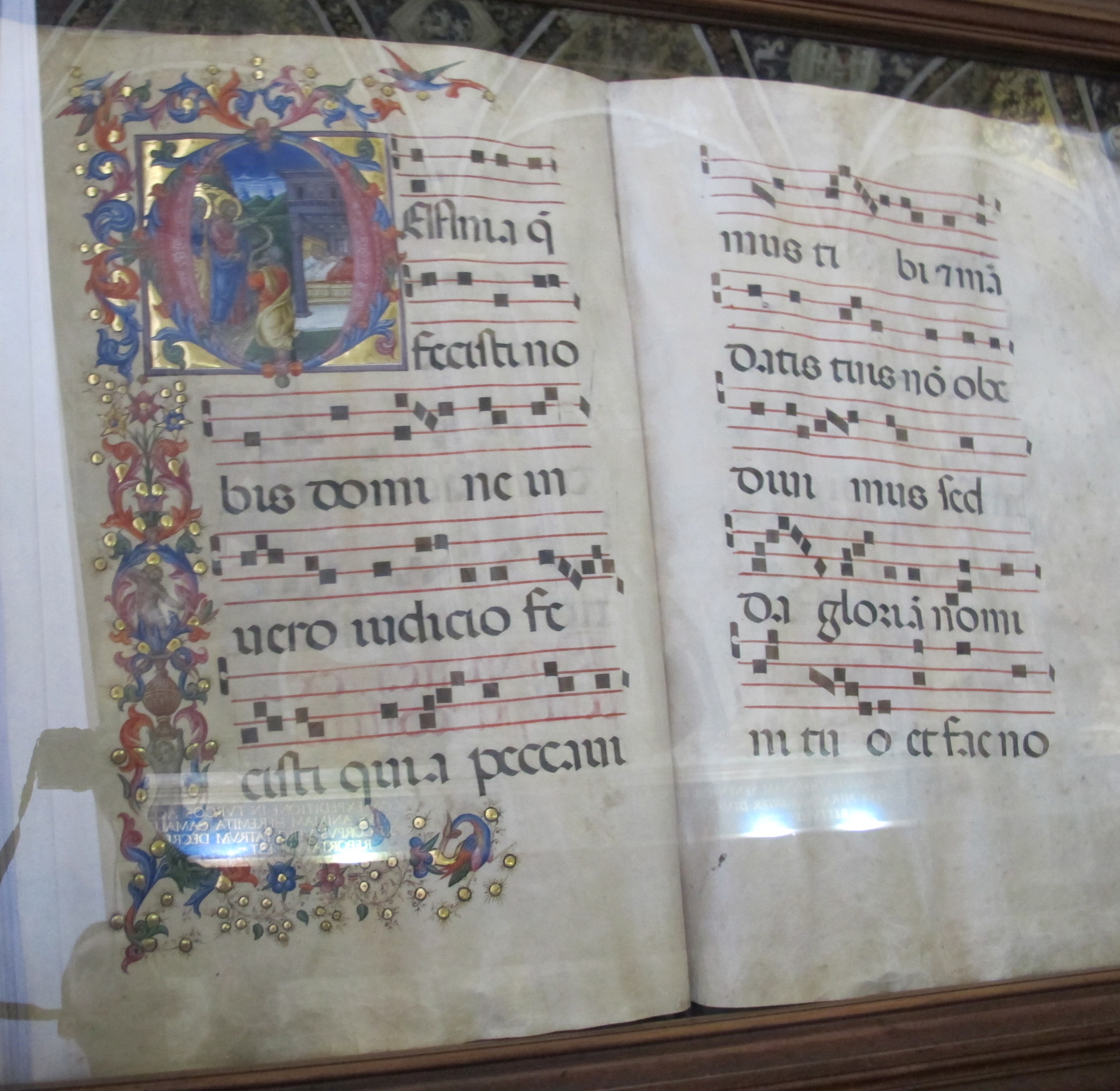
Graduale